# Oblici manipulacije
Oblici manipulacije izvedeni su iz termina (lat. manipulus = rukovet, snop, svežanj) pa zato imaju nekoliko oblika sa mnogostrukim značenjem, kao što su rukovanje, raspolaganje, upravljanje, upotrebljavanje, stručan način rada. U prenesenom značenju, i najširem smislu smisao manipulacije ima psihosociološko značenje koje se odnosi na upravljanje ljudskim ponašanjem, zloupotrebu ljudskih navika i sklonosti u određene svrhe, a 
često je manipulacija i vešta obmana, podvaljivanje, u novije vreme i spinovanje. U zavisnosti od konteksta i motivacije, društveni uticaj može predstavljati nepoštene manipulacije.

## Značenje glagola manipulacija
Glagol manipulisati ima i radni i trpni oblik: manipulisati nekoga ili nešto i biti manipulisan od nekoga ili nečega. Upotreba ovog glagola zavisi od konteksta rečenice, pa su zato u nastavku teksta prikazani svi oblici manipulacije i njihova značenja.

## Oblici manipulacije

### Podmukle manipulacije
U podmuklo - negativne manipulacije ili manipulacije nastale pod uticajem podzemlja spadaju:
- Manipulacija masama
- Manipulacija podacima
- Seksualna manipulacija
- Manipulacija tržištem
- Medijska manipulacija
- Psihološka manipulacija — je oblik društvenog uticaja čiji je cilj promena percepcije ili ponašanja drugih, primenom podmukle, obmanjujuće ili uvredljive taktike. Od usmerenja interesa manipulatora, često na račun drugog, takve metode se mogu smatrati eksploatatorskim, uvredljivim, podmuklim i prevarantskim. Socijalni uticaj nije nužno negativan, npr. lekari mogu pokušati uveriti bolesnika da promeni nezdrave navike. Obično se smatra da je socijalni uticaj bezopasan ako se poštuje pravo izložene osobe da to prihvati ili odbije i nije neopravdano prisiljena.

### Manipulacije u fizičkom smislu
- Manipulacija karata/kartama
- Manipulacija kovanica/ma
- Manipulacija šešira/šeširima
- Opšta manipulacija
- Manipulacija manuelnom terapijom
- Manipulacija objekta objektom
- Spinalna manipulacija
- Genska manipulacija

### Manipulacija u tehnologiji
- Informatička manipulacija
- Manipulacija jezičkim podacima
- Direktna interfejs (interface) manipulacija
- Manipulacija karakteristika motora
- Program GNU Image Manipulation (GIMP)
- Znanje upita i manipulacija jezika
- Manipulacija atoma optičkog polja
- Manipulativna matematika
- Fotomanipulacija
- Manipulacija simboličkih programa

## Strategije manipulacije
Prema jednom od najuticajnijih svetskih intelektualaca, američkom lingvisti Noamu Chomskom, postoji deset glavnih strategija medijske manipulacije masama.
Preusmjeravanje pažnje
Manipulisati pažnjom javnosti znači preusmeravati sa važnih problema na nevažne, npr. preokupacija javnosti poplavom nebitnih informacijama. Time se ljudi odvraćaju od razmišljanja i sticanja osnovnih spoznaja u razumevanju sveta i aktuelnih događanja.
Stvaranje problema
Metod koji se naziva i „problem-reakcija-rešenje”, zasniva se na tome da se stvori problem, da bi se njim deo javnosti usmerio na reakciju. Na primer, manipulatori namerno izazivaju i prenose nasilje, da javnost lakše prihvati ograničavanje slobode i ekonomsku krizu ili da bi se opravdalo rušenje socijalno osjetljive države.
Postupnost promena
Da bi javnost pristala na neku neprihvatljivu meru, uvoditi promenom se manipuliše postepeno, mesecima i godinama, po sistemu poznatom i kao „kuvanje žive žabe” (postepenim zagrijavanjem). 
Promene, koje bi mogle da izazovu otpor, ako bi bile izvedene naglo i u kratkom roku, biće sprovodljive politikom malih koraka. Svet se tako vremenom postepeno menja, a da nije svestan o promenama, kao što žaba ne oseća da je voda konačno proključala,
Odlaganje
Jedan od načina za realizaciju prethodnog manipulisanja je i pripremanje javnosti na nepopularne promene ili se one najavljuje mnogo ranije, unapred. 
Tako se promena ne oseti odjednom u punoj težini, jer se prethodno javnost privikavala na samu ideje o promeni. 
Upotreba dečijeg jezika
Kada se odraslima obraća kao kad se govori deci. Ovom manipulacijom postižu se dva korisna efekta: javnost potiskuje svoju kritičku svest i poruka ima snažnije dejstvo. 
Taj sugestivni mehanizam u velikoj meri se koristi i prilikom marketinškog reklamiranja.
Buđenje emocija
Zloupotreba emocija je klasični postupak, koji se koristi u izazivanju kratkog spoja, za blokiranje razumnog rasuđivanja. 
Kritičku svest zamenjuju emotivni impulsi (bes, strah i sl.) Upotreba emotivnog registra omogućava ispoljavanje nesvesnog, pa je kasnije, na tom nivou, moguće sprovesti ideje, želje, brige, bojazni ili prinudu, ili pak izazvati određena ponašanja.
Neznanje
Siromašnijim slojevima javnosti treba onemogućiti pristup mehanizmima razumevanje manipulacije njihovim pristankom. 
Nastoji se da kvalitet obrazovanja nižih društvenih slojeva bude što slabiji ili ispod proseka, da bi jaz između obrazovanja viših i nižih slojeva postao i ostao nepremostiv.
Veličanje gluposti
Javnost treba podsticati u prihvatanju prosečnosti. Potrebno je ubediti ljude da je cool (in, u modi), poželjno je biti glup, vulgaran i neuk. 
Istovremeno time se izaziva otpor prema kulturi i nauci.
Stvaranje osećaja krivice
Manipulanti ubeđuju svakog pojedinca da je samo i isključivo on odgovoran za sopstvenu nesreću, zbog siromašnog znanja, ograničenih sposobnosti ili nedovoljnog truda. 
Tako nesiguran i potcenjene, opterećen osećajem krivice, manipulisane osobe odustaju od traženja pravih uzroka svog položaja i pobune protiv ekonomskog sistema.
Zloupotreba znanja
Akceleracija razvoja nauke i [[tehnologija|tehnologije u proteklih 50 godina otvara rastuću provaliju između znanja javnosti i onih koji ga poseduju i koriste – vladajuća elite. Taj i takav „sistem”, zaslugom bioloških nauka i praktične psihologije, ima pristup naprednom znanju o čovjeku i na fizičkoj i na psihičkom nivou.